# 1,8-Diaminonaftaleno
1,8-Diaminonaftaleno é uma amina aromática, e um precursos do 1,8-bis(dimetilamino)naftaleno.